# La Danse des canards
Cette page contient des caractères spéciaux ou non latins. S’ils s’affichent mal (▯, ?, etc.), consultez la page d’aide Unicode.

La Danse des canards est une chanson composée par l'accordéoniste suisse Werner Thomas en 1957 sous le titre Der Ententanz, plus tard réintitulée Der Vogeltanz (littéralement « La danse des oiseaux »).

## Histoire de la chanson
La Danse des canards est le titre français d’une chanson composée par l'accordéoniste suisse Werner Thomas en 1957, alors qu’il travaille comme musicien de restaurant à Davos. Elle est appelée initialement Der Ententanz, plus tard réintitulée Der Vogeltanz. Elle évoque la chanson belge composée et écrite par Pharaon Stoquart en 1946, La Danse du spirou,, « spirou » étant le surnom donné à un autre animal, l'écureuil en wallon. Comme cette dernière, la chanson va se trouver associée progressivement à une danse, une sorte de mimique de canard.
En 1973, le patron du label de disques belge Intervox passe ses vacances de ski à Davos. Il rencontre Werner Thomas qui lui remet la musique de cette danse des canards qu’il a composé. Une version électronique, interprétée par un groupe inventé pour la circonstance, Cash & Carry, Bobby Setter & Co, sort dans les années 1970 sous le titre Tchip-Tchip. C’est un premier succès.
Le titre connaît une nouvelle notoriété au début des années 1980. À l'époque, la version instrumentale connaît déjà un succès certain aux Pays-Bas. Lorsque l’accordéoniste Hector Delfosse interprète le morceau., il remarque que la salle se met à danser. Une gestuelle apparaît, qui se répand de public en public L’enthousiasme et l’accueil autour de ce titre est tel, qu'Hector Delfosse, avec son frère aîné Georges Delfosse (appelé Joec sur l'album), directeur artistique de la société de disque Fonior, propose à son producteur belge Marcel De Keukeleire d'en créer une version chantée. Des paroles sont imaginées, quatre couplets et un refrain. C’est Eric Genty (alias Guy de Paris sur l'album également), par ailleurs chanteur au sein de l'orchestre d'Hector Delfosse, qui imagine ces paroles. La chanson, interprétée par J. J. Lionel, est enregistrée au Studio DES de Pol Clark, rue aux Fleurs à Bruxelles, avec l'ingénieur du son Francis De Well. La chanson sort en 1981 et doit son succès non seulement à la mélodie, aux paroles simples, voire enfantines, mais aussi à la chorégraphie associée et à la gestuelle appropriée. 
La version interprétée par J. J. Lionel devient la chanson francophone la plus vendue en France dans les années 1980. Elle figure dans le livre Guinness des records de 1983 avec 2 500 000 exemplaires vendus. Trente ans après la parution de la chanson, le score monte à 3,5 millions.
En 1982, une version québécoise est enregistrée par Nathalie Simard. Son album du même nom remporte en 1983 le Félix de l'album le plus vendu cette année-là.
La musique figure également dans le film Elle et lui (1991), de Ken Kwapis, lors de la scène de mariage d'Olaf, ainsi que dans l'épisode 3 de la saison 5 du sitcom The Big Bang Theory, où Leonard est le cavalier d'Amy à un mariage.
Une nouvelle version techno est apparue en 2007, Bird dance par DJ Birdy, puis Duck Party par Gordon Limit (disques de l'Arbre Sec) en 2008.

## Noms dans d'autres langues

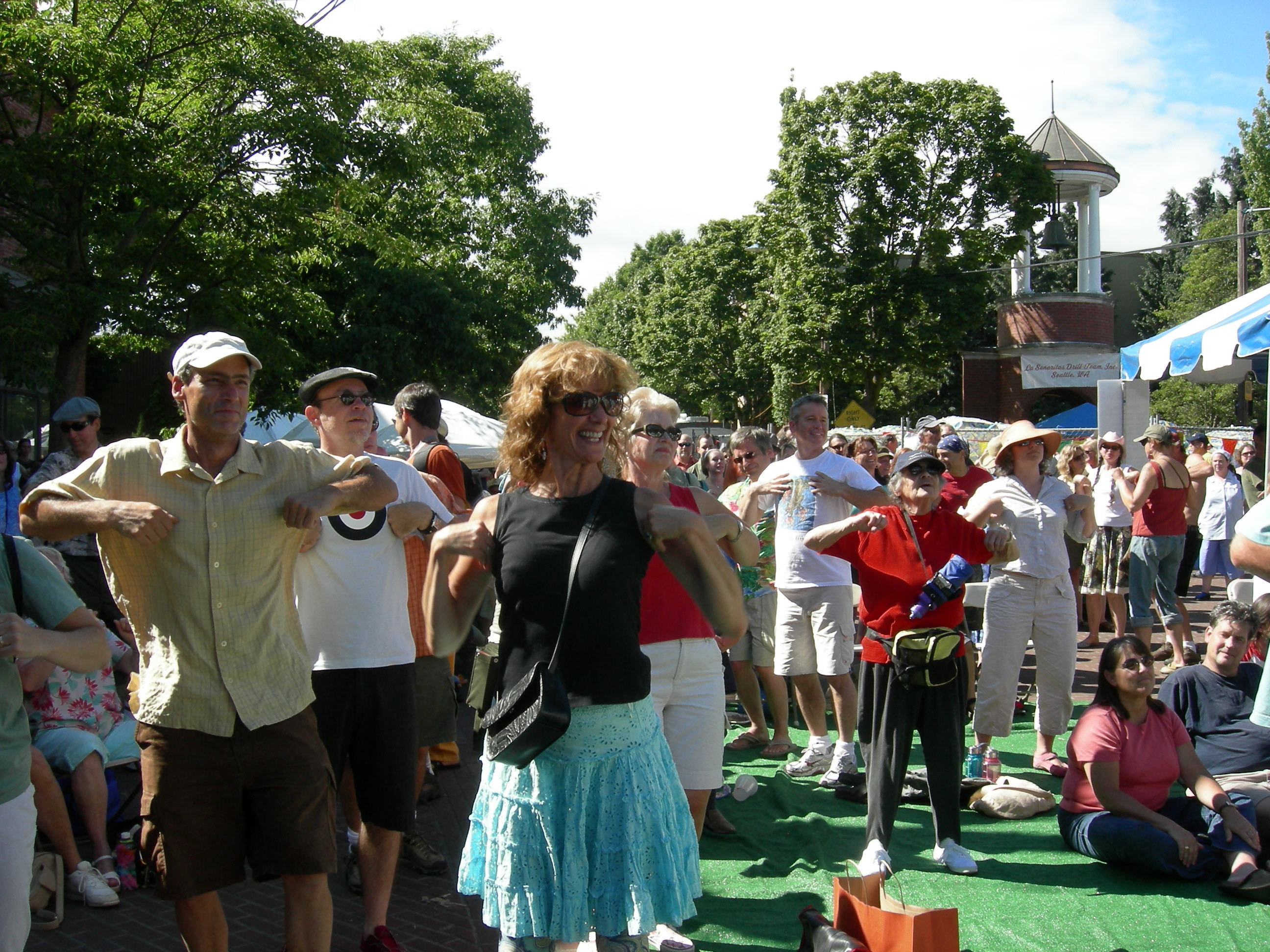
Un des mouvements de la Danse des canards.

- Allemand : Der Ententanz / Ja, wenn wir alle Englein wären (interprété par Fred Sonnenschein)
- Anglais : Birdie Song (R-U) / Chicken Dance (É-U)
- Bulgare : Патешкият танц
- Coréen : 모두가 천사라면
- Espagnol : Pajaritos a bailar
- Espagnol : El baile de los pajaritos
- Estonien : Tibutants
- Finnois : Tiputanssi
- Grec : Ta papakya stee seera
- Hébreu : ריקוד הציפורים (Rikud Ha'Tsiporim) - Danse des oiseaux
- Hongrois : Kacsatánc
- Islandais : Fugladansinn
- Italien : Il ballo del qua qua
- Japonais : Okashii Tori
- Lituanien : Anciuku sokis
- Néerlandais : De Vogeltjesdans (Danse des petits oiseaux)
- Norvégien : Fugledansen
- Polonais : Kaczuchy (Duckies)
- Portugais : A dança do passarinho
- Roumain : O rățușcă stă pe lac
- Russe : Танец маленьких утят (Danse des petits canards)
- Serbe : Pačiji ples
- Slovène : Račke (Ducks)
- Suédois : Fågeldansen
- Tchèque : Ptačí tanec